# Ritratto di Gaio Ottavio
Il ritratto di Gaio Ottavio è un'opera scultorea del I secolo a.C. che raffigura probabilmente Gaio Ottavio, padre naturale dell'imperatore Augusto. Realizzato in marmo bianco, il ritratto misura 30 cm in altezza, 22 cm in larghezza e 24 in profondità, ed è attualmente conservato nel Museo Nazionale Romano di Palazzo Massimo, a Roma.

## Storia e descrizione
La statua rappresenta il volto di un uomo di età adulta, dai connotati vigorosi, virili e decisi; in un primo momento si pensò che raffigurasse l'imperatore Traiano, successivamente che fosse invece il ritratto di un privato cittadino vissuto nel periodo del principato adottivo.
Il particolare realismo che denota la figura, sottolineato dalla precisione con cui sono rappresentate rughe, asimmetrie, muscolatura e capigliatura, permette invece di ricondurre il ritratto allo stile scultoreo della bassa repubblica: in base al confronto dell'opera con altre raffigurazioni similari, si è arrivati a collocare la realizzazione della statua nel I secolo a.C., con grande probabilità tra il 30 e il 25 a.C. La forma e il modo in cui sono rappresentati gli occhi e il volto riconducono infatti ad una serie di ritratti giovanili di Augusto realizzati negli anni immediatamente successivi alla battaglia di Azio. Risulta dunque probabile che Augusto abbia ordinato anche la realizzazione di questa statua per celebrare il padre defunto.
Nello stesso periodo, inoltre, fu realizzato presso il tempio di Apollo sul colle palatino un arco dedicato dallo stesso Augusto al padre Gaio Ottavio. È dunque probabile che il ritratto di Gaio Ottavio fu realizzato in concomitanza con l'arco, sebbene dalle fonti sembri che il ritratto non fosse posizionato presso l'arco stesso; non è tuttavia impossibile che il ritratto giunto fino a noi, o l'originale di cui esso può essere la copia, fosse esposto nelle vicinanze dell'arco.